# Teluk Kayeli
Teluk Kayeli är en vik i Indonesien.   Den ligger i provinsen Moluckerna, i den östra delen av landet, 2 300 km öster om huvudstaden Jakarta.